# Brendan Byrne
Brendan Thomas Byrne (West Orange, 1º aprile 1924 – Livingston, 4 gennaio 2018) è stato un politico statunitense.
Membro del Partito Democratico, Byrne è stato per due mandati, dal 1974 al 1982, governatore del New Jersey. Ha esercitato il mestiere di procuratore nel New Jersey a partire dal 1955.

## Biografia

### Infanzia e studi
Byrne è nato e cresciuto a West Orange, nel New Jersey, da genitori irlandesi cattolici, Francis A. Byrne (1886–1974) e Brennan Byrne (1888–1969).
Nel 1942, si è diplomato alla West Orange High School e, successivamente, si è iscritto alla Seton Hall University, la quale ha lasciato poco dopo per potersi unire all'esercito americano per la guerra. In questo periodo entrò a far parte della forza aerea United States Army Air Corps dove ricevette diverse onorificenze come il Distinguished Flying Cross e quattro Air Medal. Riuscì ad arrivare al grado di tenente, prima di lasciare il servizio nel 1945.
Dopo la guerra, si laureò all'Università di Princeton nel 1949 e, due anni dopo, ottenne il master all'Harvard Law School. Dopo gli studi lavorò per un breve periodo come legale prima di entrare nel pubblico servizio.

### Carriera politica
Nell'ottobre 1955, Byrne diventò consigliere assistente del governatore Robert B. Meyner. L'anno successivo diventò segretario esecutivo. Nel 1958, diventò procuratore nella contea di Essex. Nel 1970, entrò nella Corte superiore del New Jersey, che abbandonò nell'aprile 1973 per potersi candidare come governatore.
Il 15 gennaio 1974, Burne diventa governatore del New Jersey dopo aver battuto il deputato Charles Sandman. Durante il suo primo mandato prese numerose misure soprattutto nel campo della funzione pubblica e diventò artefice di una impopolare riforma fiscale.
Nel 1977, venne rieletto per un secondo mandato in cui si occupò dell'ampliamento delle infrastrutture e dello sviluppo del casinò-hotel di Atlantic City. Nel 1982, dopo la fine della sua carriera politica, riprese la sua carriera legale.

### Vita privata
Il 27 giugno 1953, Byrne sposò Jean Featherly (1926-2015) dalla quale ebbe sette figli. Divorziò dalla moglie nel 1993 per poi risposarsi, l'anno dopo, con Ruth Zinn.
Il 16 febbraio 2010, mentre si trovava con la moglie a Londra fu colpito al volto da uno squilibrato mentale vicino a Waterloo. L'attentatore venne arrestato subito dopo.
È morto il 4 gennaio 2018 a Livingston, nel New Jersey, a causa di una infezione respiratoria all'età di 93 anni.